# NGC 5719
NGC 5719 est une galaxie spirale intermédiaire (barrée ?) située dans la constellation de la Vierge. Sa vitesse par rapport au fond diffus cosmologique est de 1 959 ± 16 km/s, ce qui correspond à une distance de Hubble de 28,9 ± 2,0 Mpc (∼94,3 millions d'al). NGC 5719 a été découverte par l'astronome germano-britannique William Herschel en 1787. Cette galaxie a aussi été observée par l'astronome américain George Phillips Bond le 9 mai 1853 et elle a été inscrite au New General Catalogue sous la cote NGC 5658. 
La classe de luminosité de NGC 5719 est I-II et elle présente une large raie HI. C'est une aussi galaxie active à raies d’émissions optiques étroites (NLAGN). La luminosité de NGC 5719 dans l'infrarouge lointain (de 40 à 400 µm)  est égale à 1,70 × 1010 {\displaystyle L_{\odot }} (1010,23{\displaystyle L_{\odot }}) et sa luminosité totale dans l'infrarouge (de 8 à 1 000 µm) est de 2,24 × 1010 {\displaystyle L_{\odot }} (1010,35{\displaystyle L_{\odot }}).
À ce jour, 11 mesures non basées sur le décalage vers le rouge (redshift) donnent une distance de 26,118 ± 1,194 Mpc (∼85,2 millions d'al), ce qui est à l'intérieur des valeurs de la distance de Hubble.

## Identification de NGC 5658
Notons cependant que d'autres sources indiquent d'autres interprétations pour l'objet NGC 5658. La base de données NASA/IPAC soutient que NGC 5658 est une étoile. Les bases de données Simbad et HyperLeda identifient NGC 5658 à la galaxie PGC 51957,. Cette identification est aussi reprise par A. M. Garcia et par Richard Powell qui placent NGC 5658 dans groupe de NGC 5746. A. M. identifie explicitement NGC 5658 à PGC 51957 et les coordonnées indiquées pour NGC 5658 par Powell correspondent aux coordonnées de PGC 51957 indiquées par Simbad et HyperLeda.

## Groupe de NGC 5746

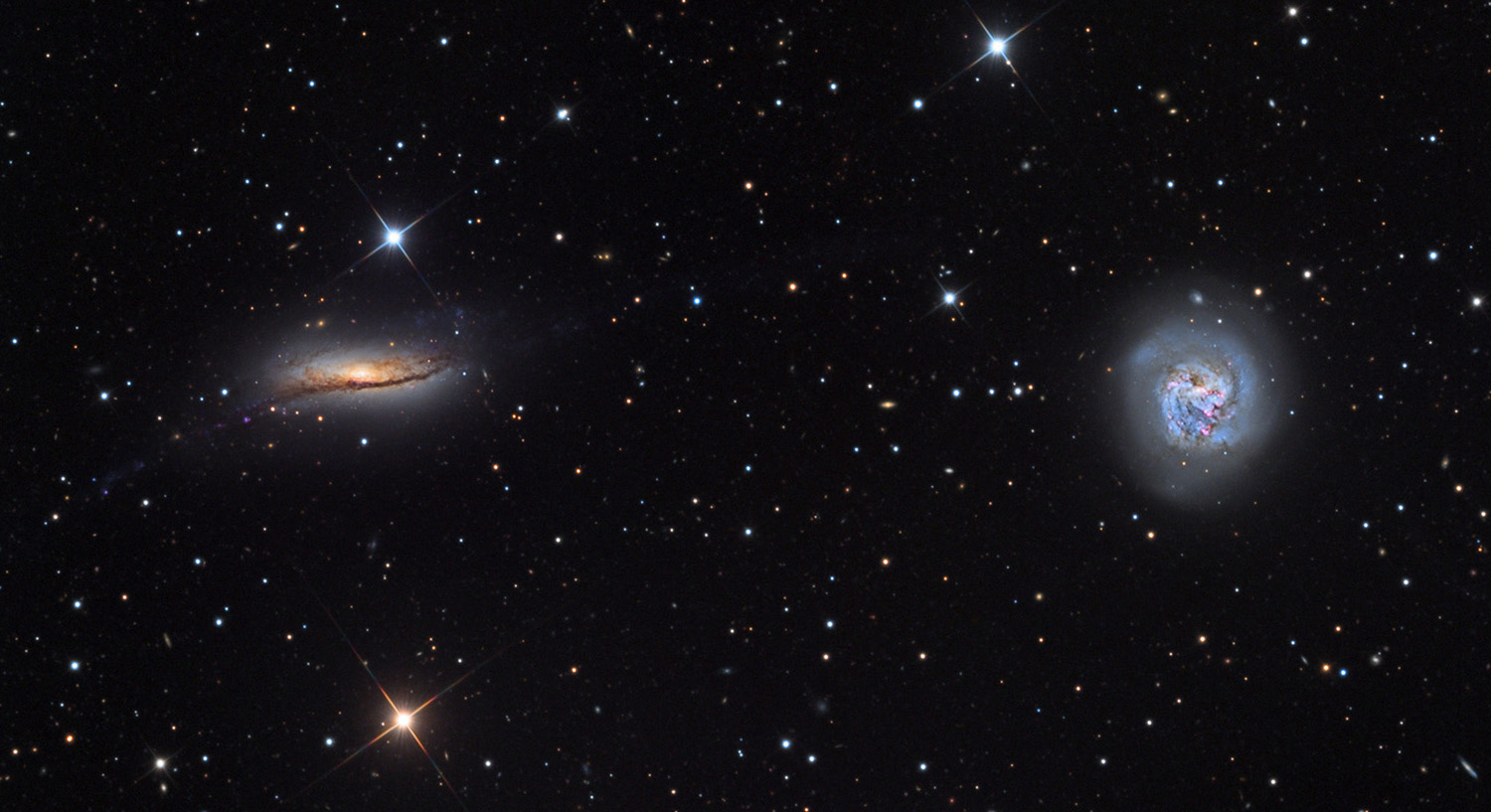
La paire de galaxies NGC 5713 et NGC 5719. (Adam Block (Observatoire du mont Lemmon/Université de l'Arizona))

Selon A. M. Garcia, NGC 5719 fait partie du groupe de NGC 5746. Ce groupe de galaxies compte au moins 31 membres dont NGC 5636, NGC 5638, NGC 5658 (=PGC 51957), NGC 5668, NGC 5690, NGC 5692, NGC 5691, NGC 5701, NGC 5705, NGC 5713, NGC 5725, NGC 5740, NGC 5746, NGC 5750, IC 1022, IC 1024 et IC 1048.
Sur le site « Un Atlas de l'Univers », Richard Powell mentionne aussi le groupe de NGC 5746, mais il n'y figure que 14 galaxies, dont NGC 5719. Six autres galaxies du groupe de NGC 5746 de Garcia se trouvent dans un autre groupe mentionné par Powell, soit le groupe de NGC 5638. Selon Powell, la galaxie NGC 5701 ne fait pas partie d'un groupe de galaxies et les autres galaxies de Garcia ne figurent pas dans celles retenues par celui-ci.
Le groupe de NGC 5746 fait partie de l'Amas de la Vierge III, un des amas du superamas de la Vierge.